# 體溫調節

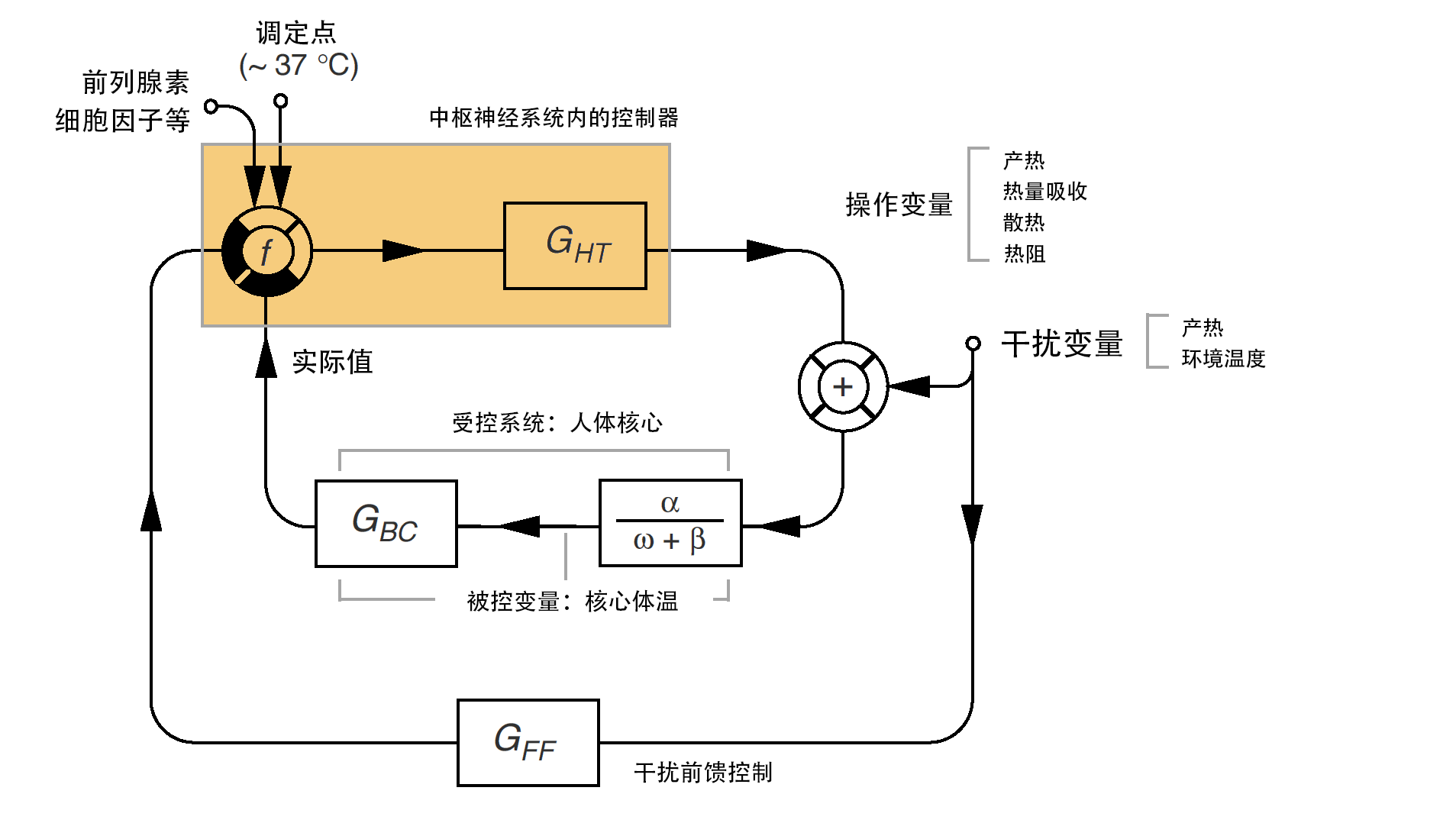
体温调节简化图

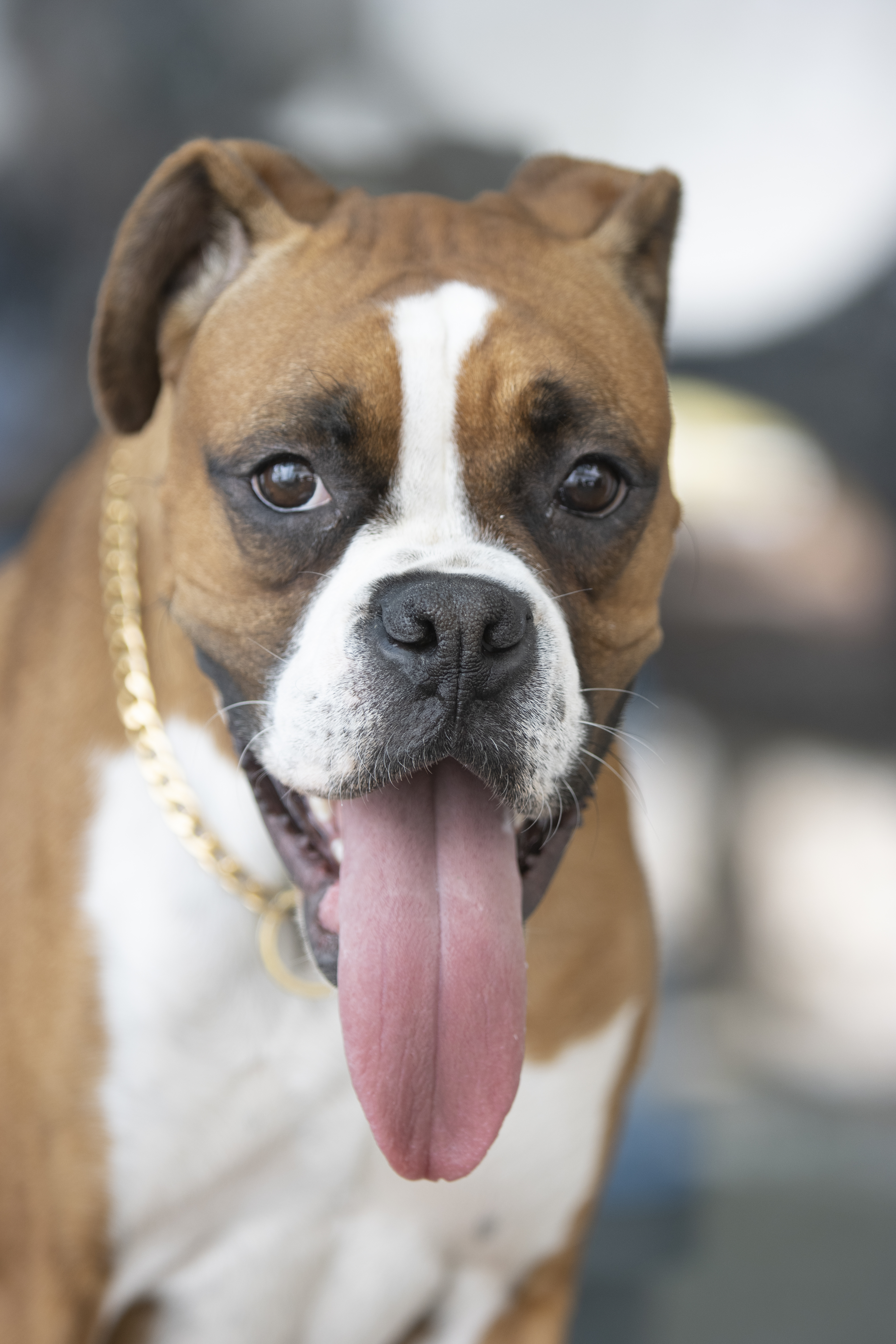
犬隻透過吐舌頭來調節體溫。

體溫調節（英語：thermoregulation），指溫度感受器接受體內和外在環境溫度的刺激，通過體溫調節中樞的活動，引起內分泌腺、骨骼肌、皮膚血管和汗腺等組織和器官活动的改变使人体体温维持恒定的过程。

## 人體的體溫調節
人體的體溫是恆定的，其內在溫度約維持在37℃左右，也就是所謂核心溫度（core body temperature），通常指人體的直腸溫度，位於人體的內部中心，繞著臟器，其外圍就是體壁與皮膚。 	
體溫若高到41～42℃（如：劇烈運動、發燒）時，體內許多蛋白質分子（尤以酵素分子對生命非常重要）會很快地分解，而細胞內許多代謝反應卻需要在恆定的溫度下才能順利地進行，酵素是代謝過程的重要催化劑，沒有了酵素，細胞也就無法進行代謝作用。

## 內溫動物的體溫調節
內溫動物（臺灣稱恆溫動物），通常是鳥類和哺乳類，牠們的下視丘內有體溫調節中樞，具有自行調節體溫的功能，通常體表具有良好的保溫構造，例如：羽毛、毛髮。
內溫動物在天氣炎熱或激烈運動時，皮膚的血管會擴張，使血液量增加，加速體熱在體表散失，食慾也同時減少，以減少熱量產生。有時，內溫動物的汗腺分泌量增加促使體熱快速散失。另外，呼氣、排泄及排遺也可散失一部分的體熱。
內溫動物在天氣寒冷時，皮膚的血管會收縮，使血液量減少，抑制體熱在體表散失的速度，食慾也同時增加，配合甲狀腺分泌甲狀腺素的量增加，加速細胞的呼吸作用，以加速熱量產生。有時，內溫動物的肌肉會不自主地顫抖，皮膚表層產生「雞皮疙瘩」，以增加體熱。
|        | 皮膚血管                     | 食慾                   | 汗腺                | 甲狀腺                           | 肌肉                |
| ------ | ---------------------------- | ---------------------- | ------------------- | -------------------------------- | ------------------- |
| 炎熱時 | 擴張→血液量增加→加速體熱散失 | 減退→不想進食→減少產熱 | 分泌量增加→加速散熱 | 分泌量減少→減緩呼吸作用→減少產熱 | 舒張→減少產熱       |
| 寒冷時 | 收縮→血液量減少→抑制體熱散失 | 增加→進食→加速產熱     | 分泌量減少→抑制散熱 | 分泌量增加→加速呼吸作用→加速產熱 | 不自主顫抖→加速產熱 |

## 外溫動物的體溫調節
外溫動物（舊稱變溫動物），通常是指魚類、兩生類和爬蟲類等動物，由於缺乏體溫調節中樞，無法自行調節體溫，因此體溫會隨著外界環境溫度改變而有明顯的變動。
外溫動物在環境溫度大幅改變時，會更換棲息地或休眠的外在行為協助體溫不至於變化過大，例如：天氣熾熱時，牠們會躲在陰涼處避免體溫過高；天氣寒冷時，牠們會外出曬太陽，以獲取熱量。

## 植物的體溫調節
植物的體溫過高時，葉綠素會被破壞而成白色，即「葉片白化」。因此植物也須進行體溫調節。
植物可藉由蒸散作用將過多的體熱帶走，葉片的角質層可以反射陽光，以減少熱的吸收。

## 外部連結
- Wong, Lena. . The Physics Factbook. 1997  [2007-08-22]. （原始内容存档于2010-09-26）.